# Авиапочта

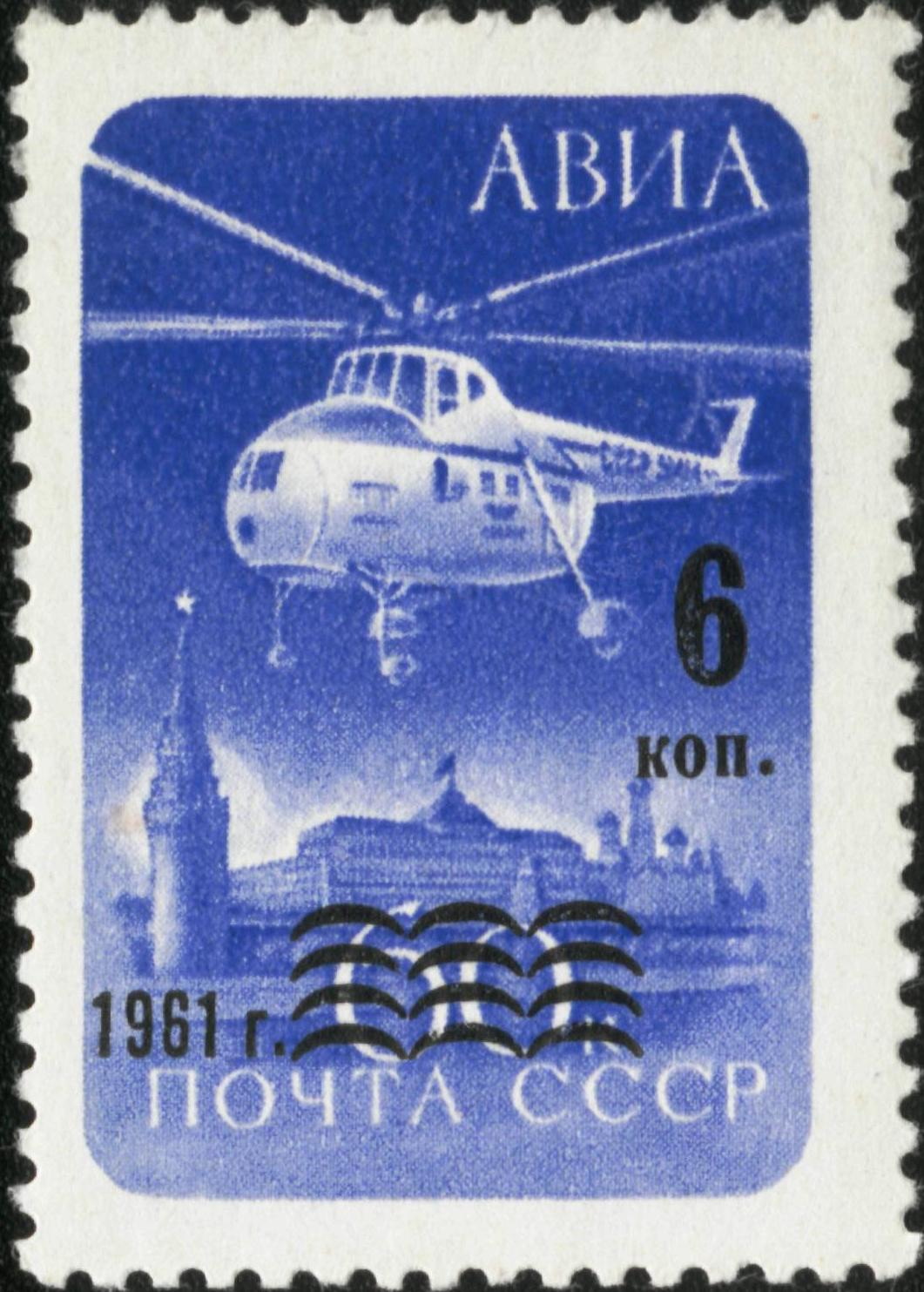
СССР (1961): надпечатка «6 коп.» на 60-копеечной авиапочтовой марке 1960 года

Авиапо́чта, или авиацио́нная по́чта (англ. airmail), — вид почтовой связи, при котором почтовые отправления транспортируются воздушным путём с помощью авиации.
Авиационная почта наиболее современный и используемый вид воздушной почты, которая использует для этого различные виды и типы авиации (самолёты (почтовый самолёт), вертолёты и так далее). Раздел филателии, посвящённый авиапочте, называется аэрофилателией.

## Описание
Как правило, скорость доставки авиапочтовых отправлений быстрее, чем в случае обычной, наземной, почты, однако стоимость авиапочтовых услуг выше других видов почтовой связи. Авиапочта может быть единственным средством для отправки почты, если получатель находится за рубежом или на другом континенте, а важность письма требует его быстрой доставки адресату.

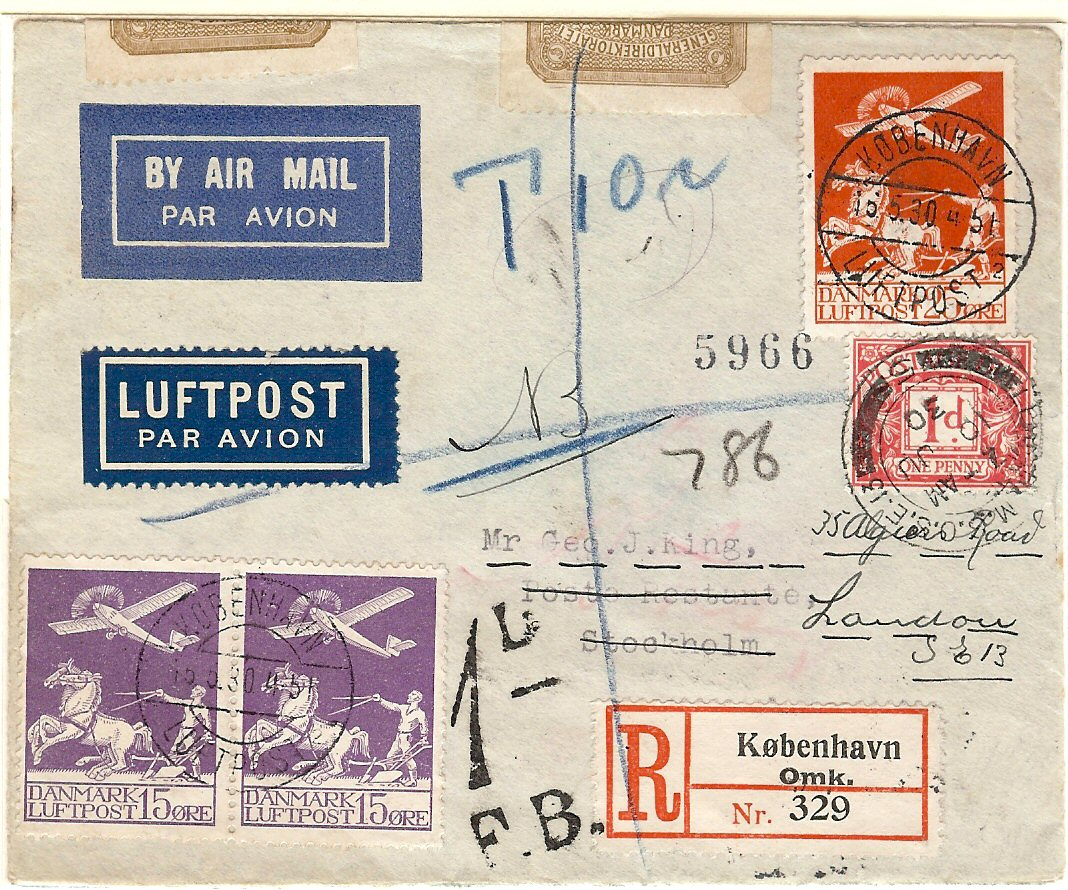
Заказное письмо авиапочты из Копенгагена в Стокгольм, откуда оно вернулось, поскольку адресат уже был в это время в Лондоне. Письмо было переадресовано и доставлено в Англию через Амстердам (1930)

Письмо, отправленное авиапочтой, может называться аэрограммой и авиапочтовым письмом (авиаписьмом). Аэрограмма представляет собой закрытое авиаписьмо, наружная сторона которого используется для адреса и одновременно служит конвертом.

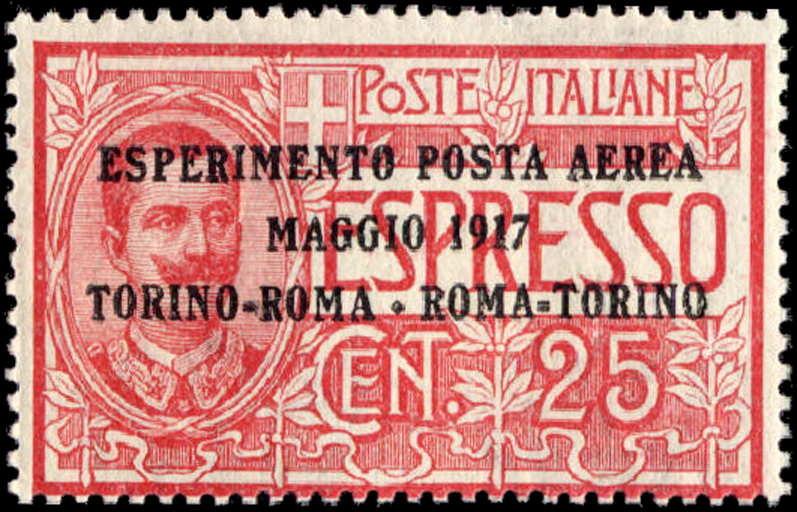
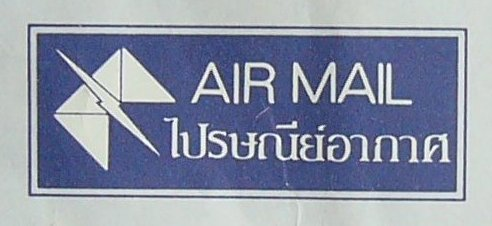

Пометка на конверте об отправлении письма по воздуху делается от руки или с помощью специальных авиапочтовых наклеек (ярлыков), либо используются специфически маркированные конверты[≡]. В зависимости от страны могут также применяться специальные авиапочтовые марки.
- Первая в мире авиапочтовая марка (Италия, 1917)[^]
- Авиапочтовый ярлык, напечатанный на конверте Таиланда[^]

## История

### Предыстория
Доставка писем по воздуху начала развиваться задолго до появления авиапочты как регулярной службы, доступной для широкой публики.

### Первые авиапочтовые рейсы
Появление в 1903 году аэропланов сразу же вызвало интерес относительно их привлечения к перевозке почты. Первый такой официальный рейс состоялся 18 февраля 1911 года в Индии из Аллахабада до Наини, во время которого Анри Пеке перевёз 6,6 тысяч писем и 250 специальных открыток на расстояние 13 км. Письма были погашены специальным штемпелем с надписью: «First aerial post. U. P. Exhibition. Allahabad. 1911» («Первая воздушная почта. Объединённая национальная выставка. Аллахабад. 1911 г.»). Специальный штемпель аллахабадской авиапочты ставили красной краской, небольшая часть корреспонденции служебного характера получила оттиски чёрного цвета. Штемпель был изготовлен по заказу правительства Индии почтовым ведомством в городе Алигархе и является уникальным: клише было уничтожено сразу же после окончания полёта. На штемпеле изображён силуэт летящего биплана над горами Азии:

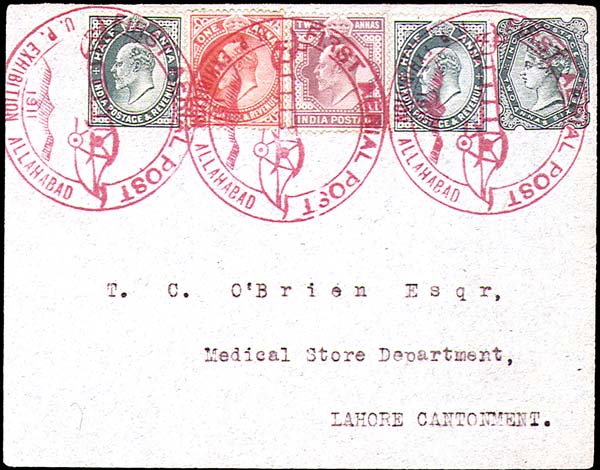
Конверт первого полёта, погашенный первым штемпелем индийской авиапочты в Аллахабаде (1911)

Проект штемпеля был нарисован инициатором полёта — Уолтером Уиндхэмом, владельцем автомобильной фирмы, основавшим в 1908 году авиационный клуб. Сумма, вырученная от перевозки авиапочты, была передана гостинице «Оксфорд и Кембридж» на содержание английских студентов.
Первая в истории авиации перевозка международной авиапочты стала осуществляться регулярно начиная с 31 марта 1918 года по маршруту Вена — Краков — Львов — Киев[≡][≡], что было на шесть недель ранее открытия почтового авиамаршрута между Вашингтоном и Нью-Йорком (Лонг-Айлендом)[≡][≡].

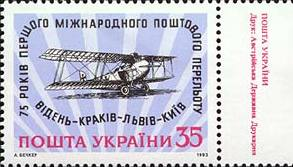
Марка Украины (1993): 75 лет первому авиапочтовому перелёту Вена — Краков — Львов — Киев (Mi #98)[^]
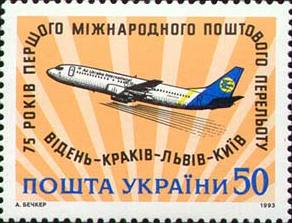
То же (Mi #99)

В 1919 году пилот Эдди Хаббард (Eddie Hubbard) перевёз 60 писем из Ванкувера (Канада) в Сиэтл (США) на самолёте Boeing Model C.
|  |  |

В Австралии первый контракт на доставку корреспонденции авиапочтой получила молодая авиакомпания Qantas (сокращённо от Queensland and Northern Territory Aerial Services), начавшая перевозку почты в ноябре 1922 года. Самолёты многих других рейсов, подобно полёту биплана Vin Fiz Flyer, потерпели аварии, а некоторые даже закончились полной катастрофой. Тем не менее к 1920-м годам авиарейсы совершались во многих странах.
В изданной в 1928 году книге «Такой презренный» Невила Шюта — романе, основанном на искреннем интересе автора к авиации и его глубоком знании её проблем, — есть монолог лётчика-ветерана, который передаёт атмосферу той эпохи становления авиации:

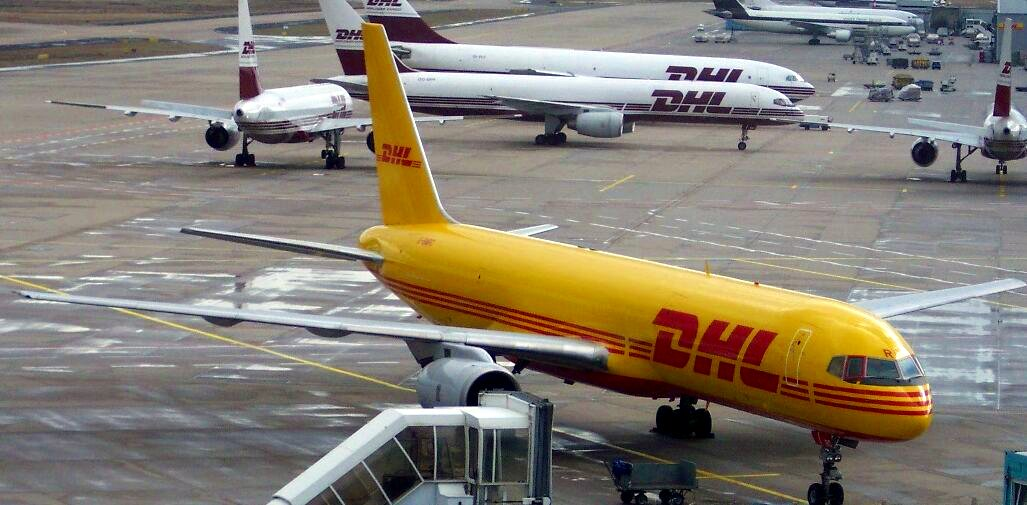
Грузовые самолёты почтовой компании DHL

«Мы летали по парижскому маршруту, из Хаунслоу в Ле Бурже, и пробивались как могли. Потом мы перешли в Кройдон. (…) Возили столь разрекламированную авиапочту. Это значило, что самолёты должны были летать независимо от наличия пассажиров. От самого лётчика зависело, отменять ли рейс в плохую погоду или лететь; лётчики же стремились летать в самых невозможных условиях. Именно так в Дуэнвилле погиб Сандерсон. А всё, что он вёз в самолёте, — пара открыток с видами, отправленных туристами из Парижа своим семьям как диковинка. Вот такая авиапочта. Никаких пассажиров или чего-то ещё — только лишь почта».
Оригинальный текст (англ.)"We used to fly on the Paris route, from Hounslow to Le Bourget and get through as best as you could. Later we moved on to Croydon. (…) We carried the much advertised Air Mails. That meant the machines had to fly whether there were passengers to be carried or not. It was left to the discretion of the pilot whether or not the flight should be canceleled in bad weather; the pilots were dead keen on flying in the most impossible conditions. Sanderson got killed this way at Douinville. And all he had in the machine was a couple of picture postcards from trippers in Paris, sent to their families as a curiosity. That was the Air Mail. No passengers or anything — just the mail."

В 1920-х — 1930-х годах пилотом международных авиапочтовых линий, в том числе французской авиакомпании «Аэропосталь», был знаменитый писатель Антуан де Сент-Экзюпери[≡], что нашло отражение в ряде его произведений (роман «Южный почтовый» и др.).

## Современность
Современные почтовые авиаперевозки осуществляются не только при помощи пассажирской авиации, но и путем беспилотных летательных аппаратов. Так в 2021 году холдинг «Вертолёты России» и Почта России подписали соглашении об использовании беспилотных летательных аппаратов в Чукотском автономном округе. В августе того же года на Международном авиационно-космическом салоне МАКС-2021 компания «Аэромакс» вместе с Почтой России и правительством Ямало-Ненецкого автономного округа подписали соглашение о запуске беспилотной доставки по нескольким десяткам маршрутов в четырёх регионах — Чукотском автономном округе, Камчатском крае, Ямало-Ненецком и Ханты-Мансийском автономных округах. Такой способ доставки позволит увеличить среднюю скорость логистики на региональной маршрутной сети до 2 раз, позволит в перспективе увеличить объёмы грузопотока более чем в 10 раз и при этом снизить стоимость логистических сервисов до 50%. В ноябре этого же года партнёры провели успешные испытания по доставке груза с помощью беспилотного воздушного судна. В тестовых полетах участвовал беспилотник вертолётного типа SH-350, который совершил несколько полетов по маршруту Салехард - Аксарка - Салехард с массогабаритным макетом груза.

## Авиапочтовые марки
Первые почтовые марки, предназначенные специально для авиапочты, были выпущены в Италии в 1917 году и использовались на экспериментальных авиарейсах: на марках спешной почты были сделаны надпечатки[≡].
Австрия также сделала надпечатки авиапочты на марках в марте 1918 года для первой в мире регулярной почтовой линии Вена — Краков — Львов — Киев[^].
Вскоре появилась первая стандартная серия марок авиапочты, которая была выпущена в США в мае 1918 года[^].

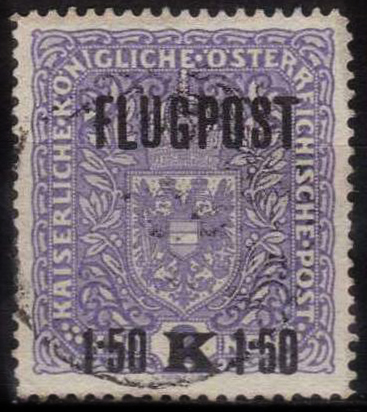
Авиапочтовая марка Австро-Венгрии, 1918(Mi #225)

В советской почтовой терминологии до 1932 года авиапочта официально называлась «воздушной почтой», после чего некоторое время было принято написание «Авиопочта».

## Коллекционирование
Поскольку ко времени начала эксплуатации самолётов для почтовых целей коллекционирование марок уже стало распространённым увлечением, филателисты внимательно следили за развитием авиапочты, не ленились разузнавать о первых полётах в разные места и направляли с этими рейсами письма. Власти часто прибегали к различным специальным гашениям на конвертах первого полёта. Нередко лётчик также ставил на них свою подпись.

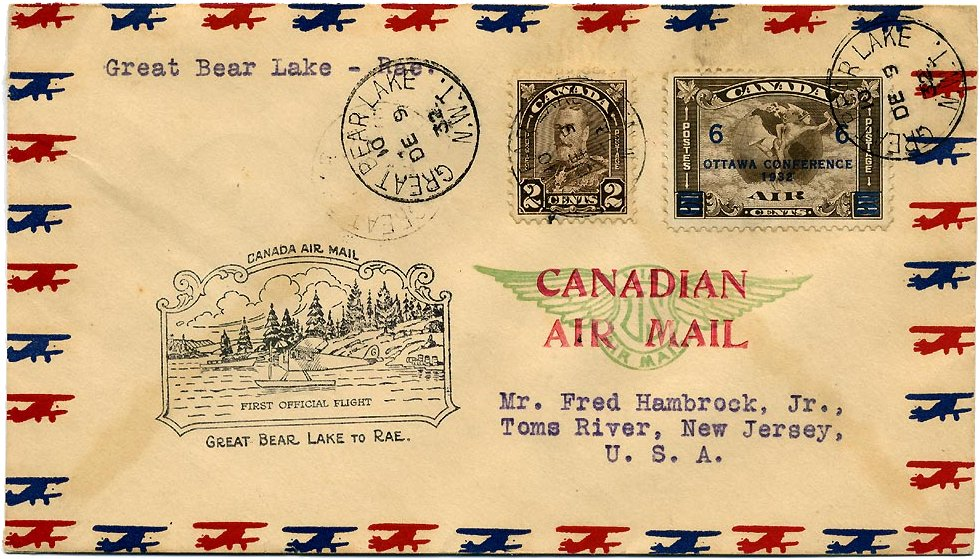
Художественный конверт первого полёта Канады по случаю первого авиапочтового рейса в северных лесах, франкированный стандартной и авиапочтовой маркой (1932)

Изучением авиапочты, а также других способов доставки почтовой корреспонденции по воздуху занимается аэрофилателия. Одно из самых внушительных собраний в этой области составил московский филателист Л. Я. Мельников. Его коллекция «Авиапочта СССР» получила признание на всемирных филателистических выставках, где неоднократно завоёвывала большие золотые медали.

Примеры советских цельных вещей авиапочты
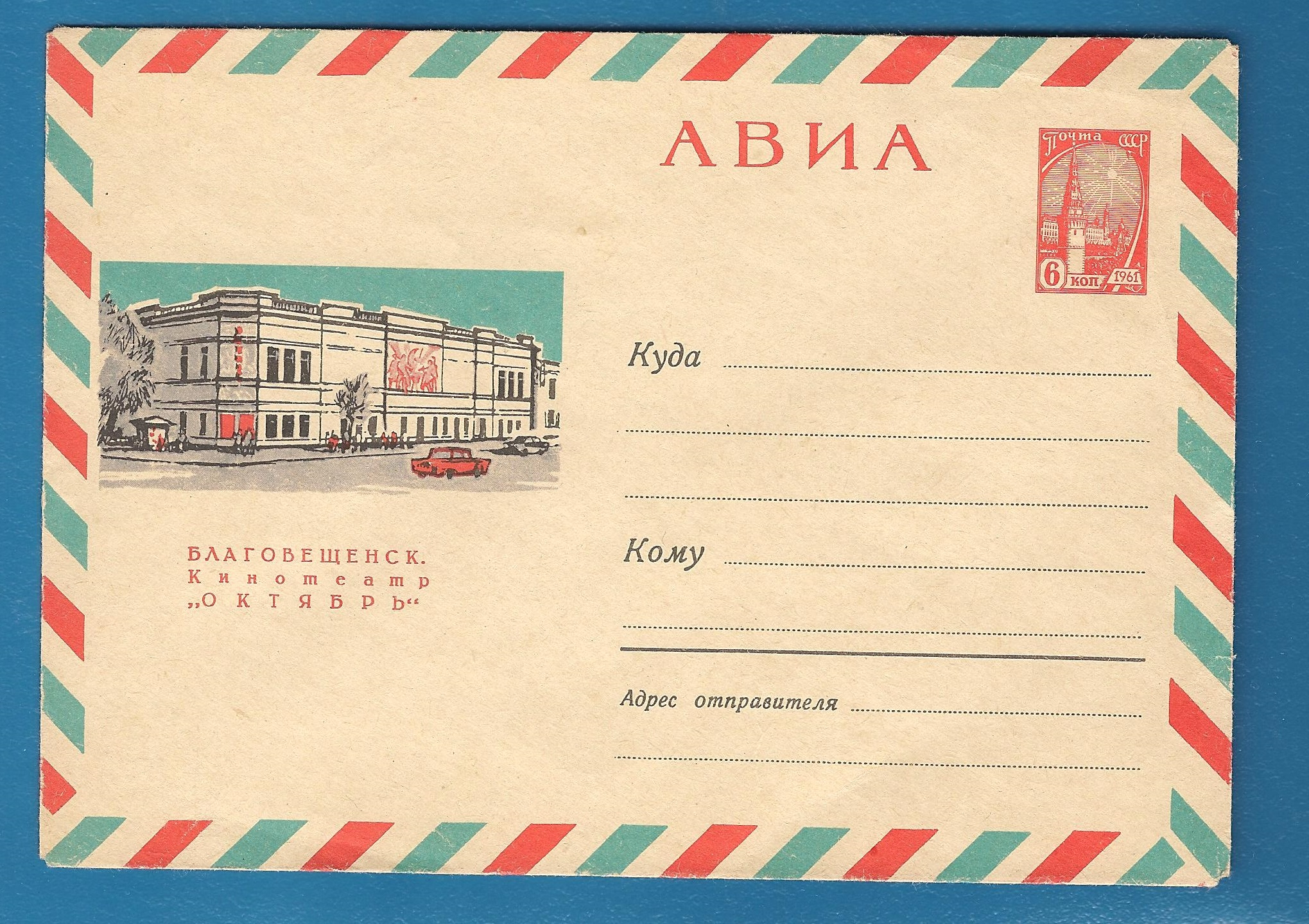
Авиапочтовый художественный маркированный конверт «Благовещенск. Кинотеатр "Октябрь"». 23/VI 1965 г. Художник: А. В. Борисов
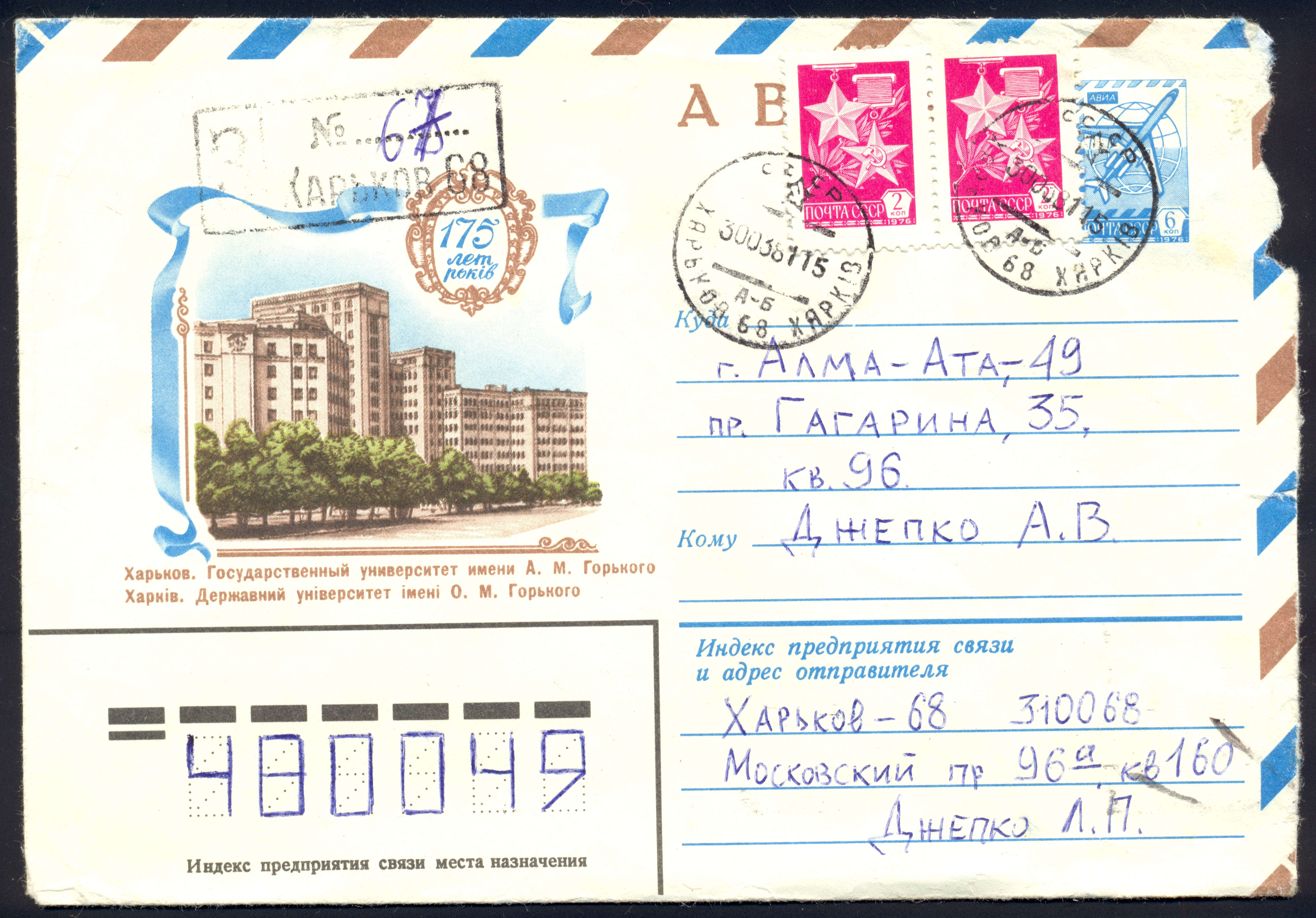
Художественный маркированный конверт авиапочты СССР в честь 175-летия Харьковского университета (1979), использованный для заказного письма от 30 марта 1981 года
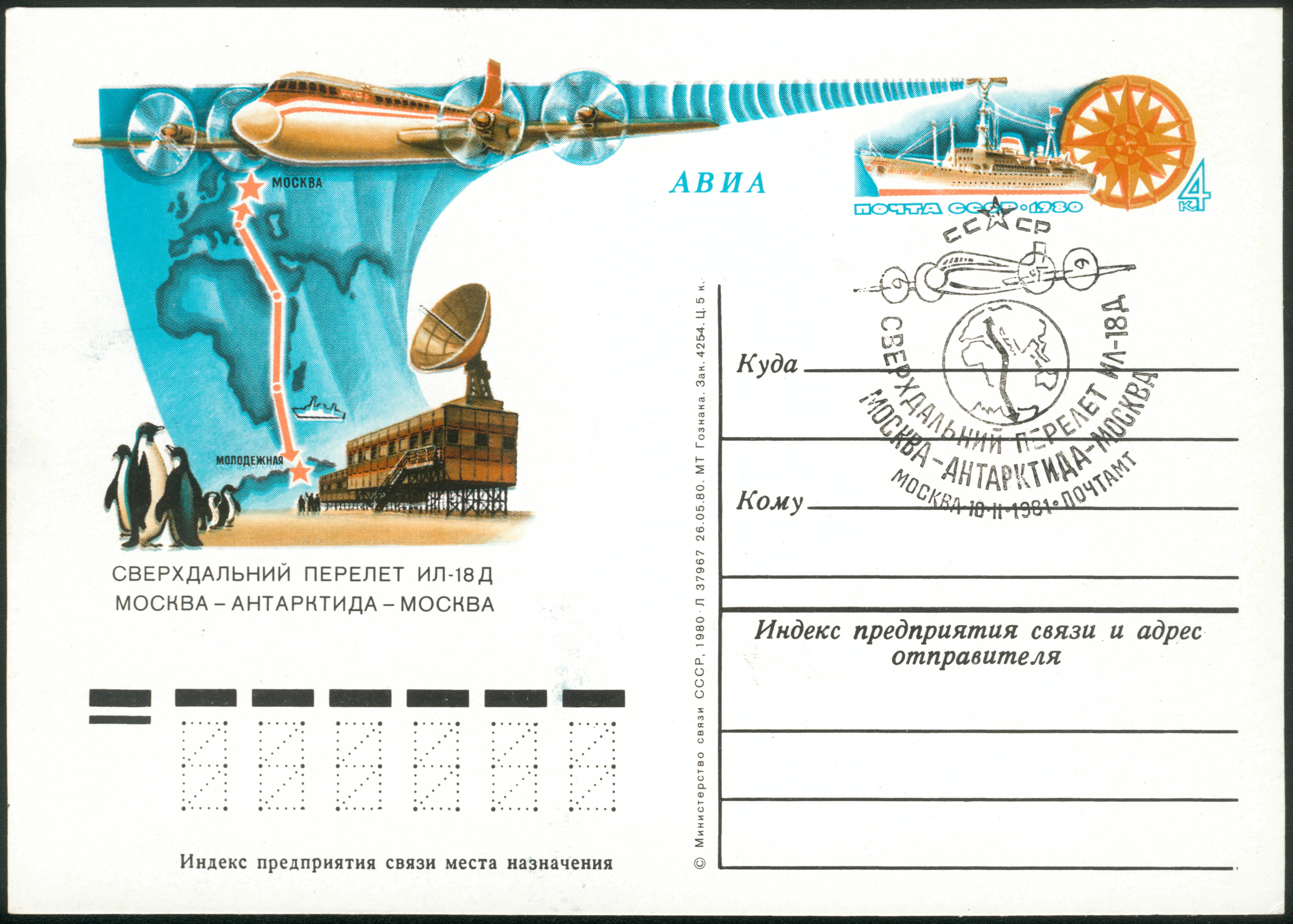
Авиапочтовая односторонняя почтовая карточка с оригинальной маркой СССР (1980) в память о сверхдальнем перелёте Ил-18Д Москва — Антарктида — Москва и со спецгашением от 10 февраля 1981 года
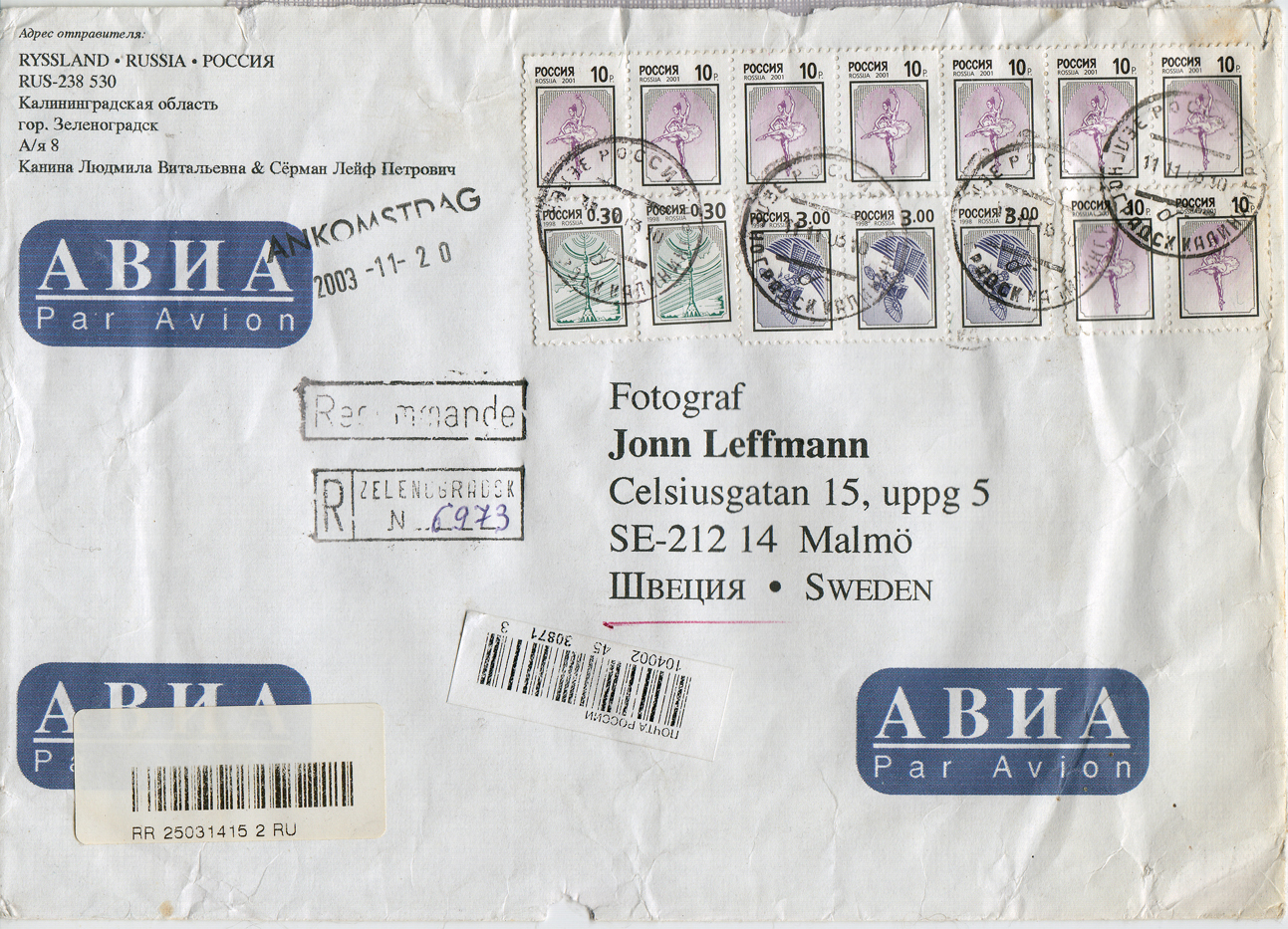
Конверт для авиапочты из Зеленоградска через Калининград в Мальмё в 2003 году.

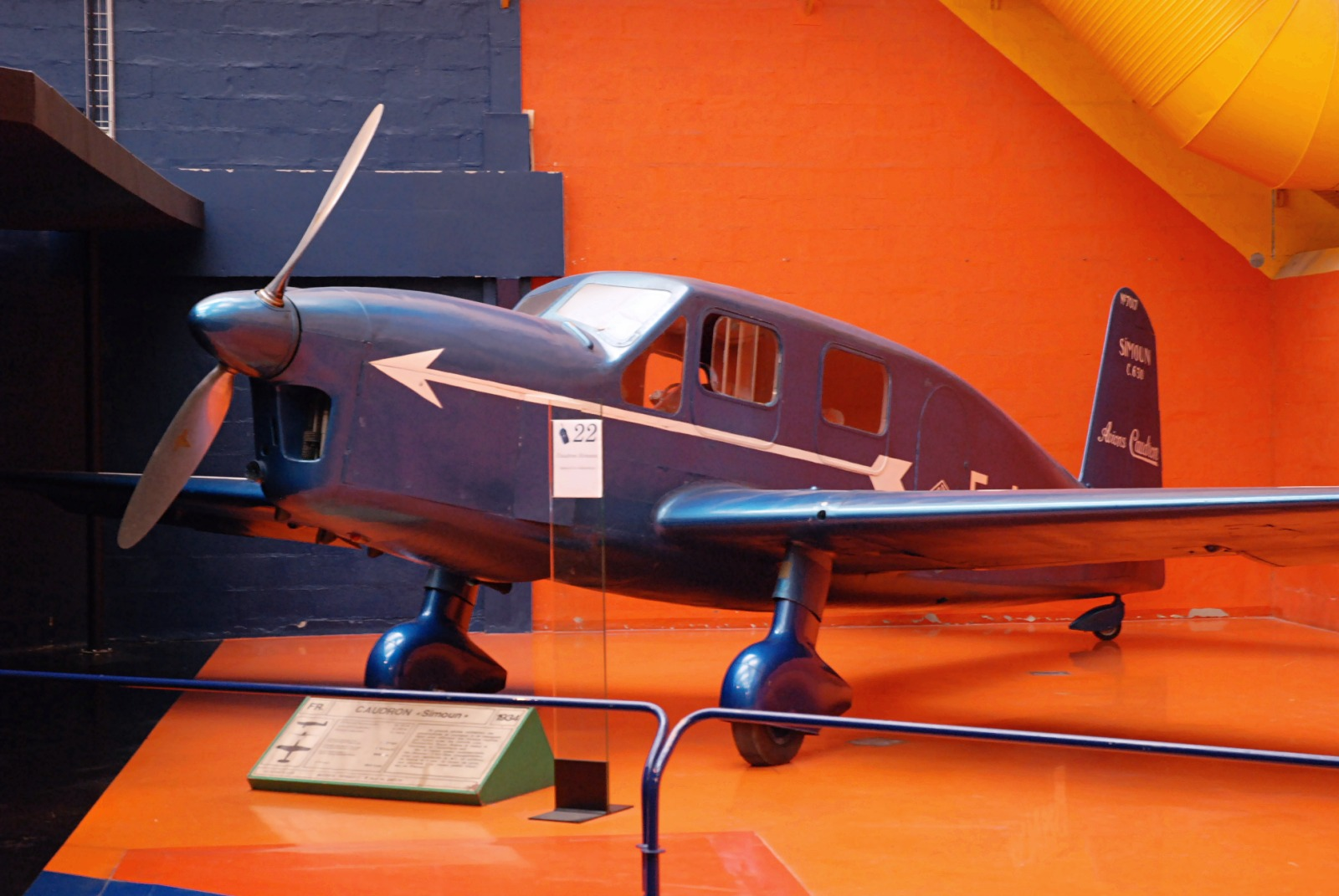
Музейный макет почтового самолёта Caudron С.630 Simoun компании Air Bleu. На самолёте этой модели Сент-Экзюпери потерпел в 1938 году аварию при взлёте в Гватемале и получил серьёзные ранения.